# Gregorio Celli
Gregorio Celli (Verucchio, 1225[cita requerida]-Rieti, 11 de mayo de 1343) fue un presbítero católico italiano, religioso profeso de la Orden de San Agustín y, en los últimos días de su vida, franciscano menor. Es venerado como beato en la Iglesia católica.

## Biografía
Gregorio Celli nació en Verucchio, en la Provincia de Rímini (Italia), en 1225. A los quince años vistió el hábito de los Eremitas de San Agustín. En 1240 se retiró para hacer vida eremítica en el Monte Carnerio (cerca de Rieti), donde vivió hasta el día de su muerte, acaecida el 11 de mayo de 1343. Algunas de sus biografías, especialmente la memoria hecha por el Martirologio romano dicen que al ser echado de su Orden fue recibido por los franciscanos menores.

## Culto
Luego de la muerte de Gregorio Celli comenzó rápidamente a expandirse su fama de santidad. Por lo cual fue venerado como santo por las poblaciones vecinas a la montaña donde había hecho vida eremítica. Su culto fue confirmado por el papa Clemente XIV en 1769.
La Iglesia católica celebra su fiesta el 11 de mayo. Ese mismo día en el Martirologio romano se lee su elogio y las órdenes de San Agustín y San Francisco le tienen como miembro suyo, por tanto le celebran con el rango de memoria libre. Su devoción está difundida. especialmente, en la localidad de Verucchio y sus alrededores.